# Amblyscirtes celia
Celia's Roadside Skipper or Roadside Rambler (Amblyscirtes celia) là một loài bướm ngày thuộc họ Hesperiidae. Nó được tìm thấy ở Texas, phía nam đến đông bắc México. Strays to tây nam Louisiana.
Sải cánh dài 22–27 mm. Con trưởng thành bay từ tháng 5 đến tháng 9 in central Texas và throughout the year in miền nam Texas. There are several generations per year.
Ấu trùng có thể ăn Paspalum species. Adults feed on flower nectar.